# Stielhandgranate 24
La Stielhandgranate 24 fu la granata da lancio standard della Reichswehr e della Wehrmacht dalla seconda metà della prima guerra mondiale fino al termine della seconda. Per la sua tipica forma iniziò a essere chiamata granata a manico o, dai soldati del British Army, potato masher (italiano: schiacciapatate). È tutt'oggi una delle granate del XX secolo più facili da riconoscere.

## Struttura

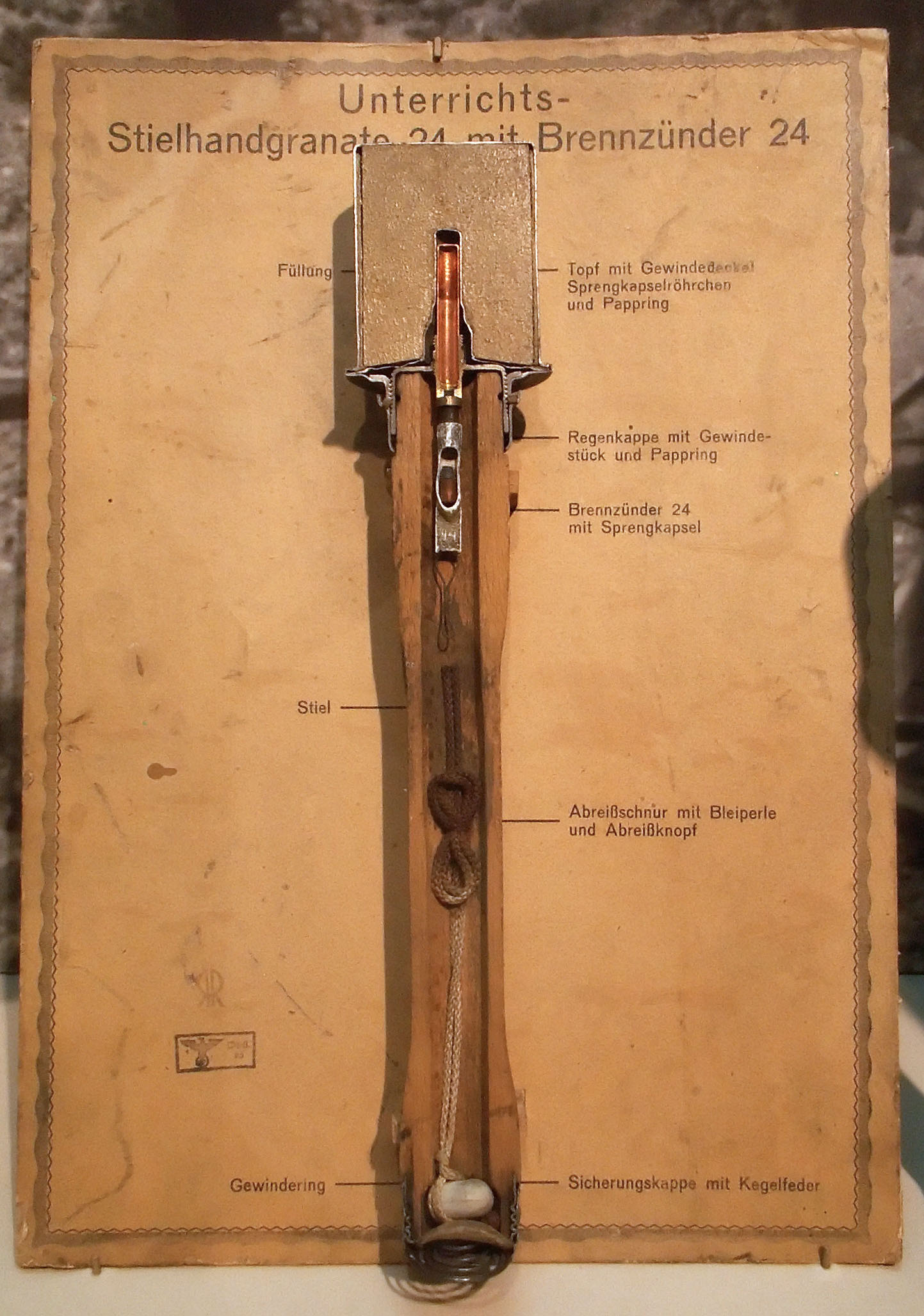
La sezione di una Modello 24

Lo "schiacciapatate" era caratterizzato da un involucro di metallo in lega leggera di ferro o acciaio (testa) contenente l'esplosivo avvitato su un manico cavo di legno. All'interno di esso era sistemata una corda doppia con attaccata una "palla-guida" di porcellana. La parte inferiore era chiusa da un cappuccio metallico avvitabile in cui un dischetto metallico impediva il movimento della stessa.
Per aumentarne l'efficacia era possibile infilarvi un apposito manicotto a frammentazione (Splitterring, anello frammentato).
L'innesco era dato da un acciarino a frizione presente nella testa che veniva azionato tirando un anello di plastica collegato alla corda. Questa era collegata alla miccia che accendeva il detonatore con un leggero ritardo, tarato in 4 secondi, per permettere al soldato di lanciarla.
Anche senza eccessivo addestramento era possibile effettuare lanci sui 25–30 m. La sua carica poteva essere composta di tritolo o di nitrato di ammonio non compresso. Era inoltre frequente collegare più cariche attorno ad una granata intera, creando così una carica "a pacchetto" molto potente, ed estremamente efficace contro bersagli robusti come gli edifici.
Nel primo caso la bomba, colorata in grigio verde scuro, portava contrassegnata le lettere SK e K, nel secondo caso essa era contraddistinta dalle sigle D e O.

## Varianti
Lo schiacciapatate ebbe molte varianti. Le prime nacquero già prima del 1917, allorché la granata non aveva ancora un aspetto definitivo. Nella seconda guerra mondiale furono invece introdotte delle semplificazioni al Modello 24 ottenendo così una seconda variante meno complessa, la Stielhandgranate 43.
Numerose varianti furono prodotte in Germania fino al termine della guerra. Ad esempio fu prodotta una versione fumogena che aveva una linea bianca per distinguerla da quella con esplosivo comune (in cui era nera). Furono prodotte anche una versione per la campagna di Russia, denominata K o Kalt (freddo) che conteneva esplosivo in grado di detonare anche con temperature basse e anche granate inerti per l'addestramento.
Versioni simili furono utilizzate nella seconda guerra mondiale dall'Esercito imperiale giapponese e dall'Esercito rivoluzionario nazionale cinese. Successivamente, durante la guerra del Vietnam, in sostituzione della locale Type 67, il Partito Comunista Cinese equipaggiò i Viet Cong e l'Esercito popolare vietnamita con queste granate.